# Pierre Lafue
 (septembre 2012).
Pierre Lafue, né le 18 septembre 1895 au Pont-de-Montvert (Lozère), et mort le 8 août 1975 à Reims, est un journaliste, professeur et écrivain. Il est professeur aux collèges de Cusset de 1917 à 1929, d'Étampes de 1929 à 1933, puis Jean-Baptiste-Say à Paris.

## Biographie

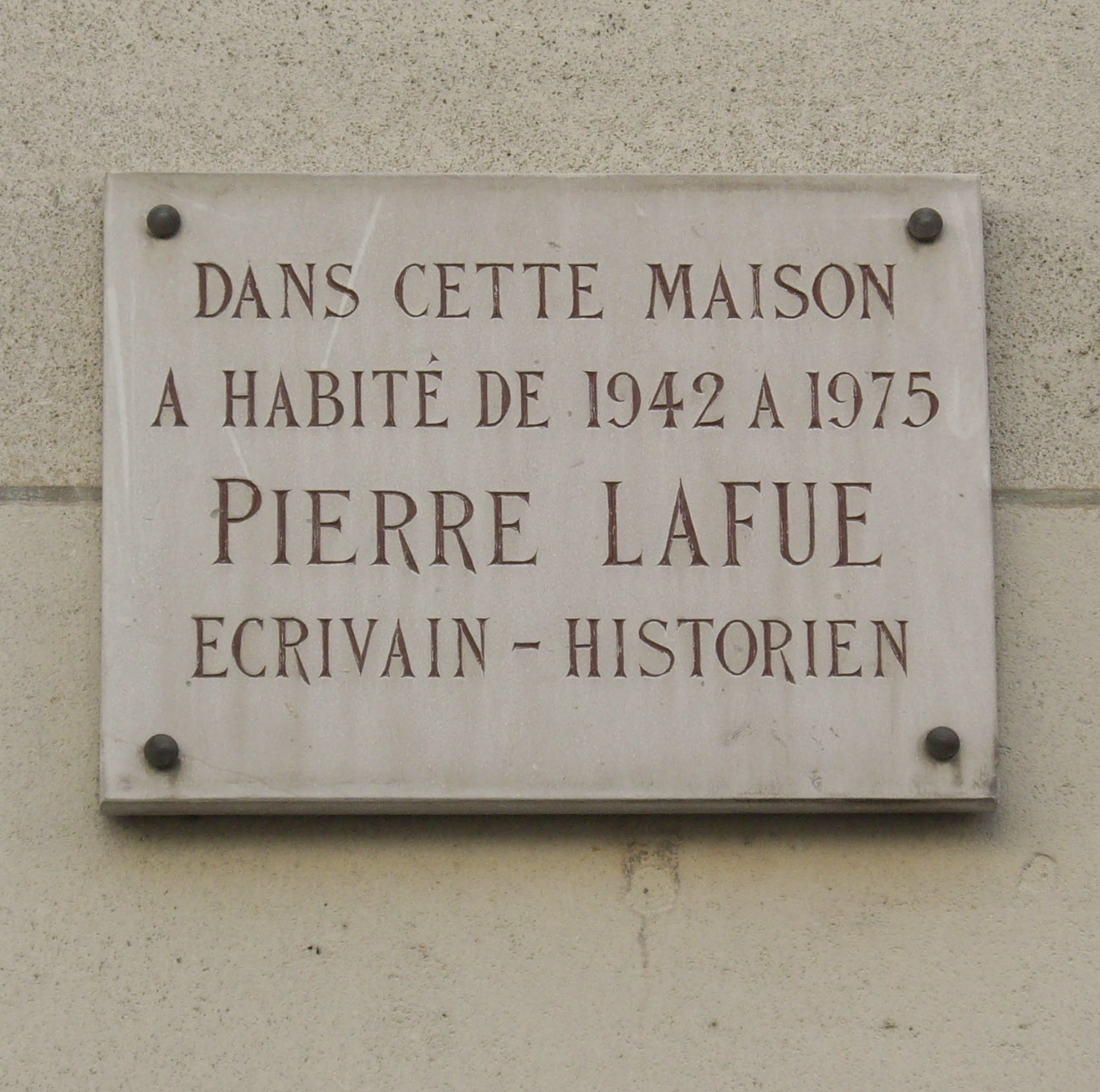
Plaque au 21 rue du Cherche-Midi (6e arrondissement de Paris), où il vécut de 1942 à 1975.

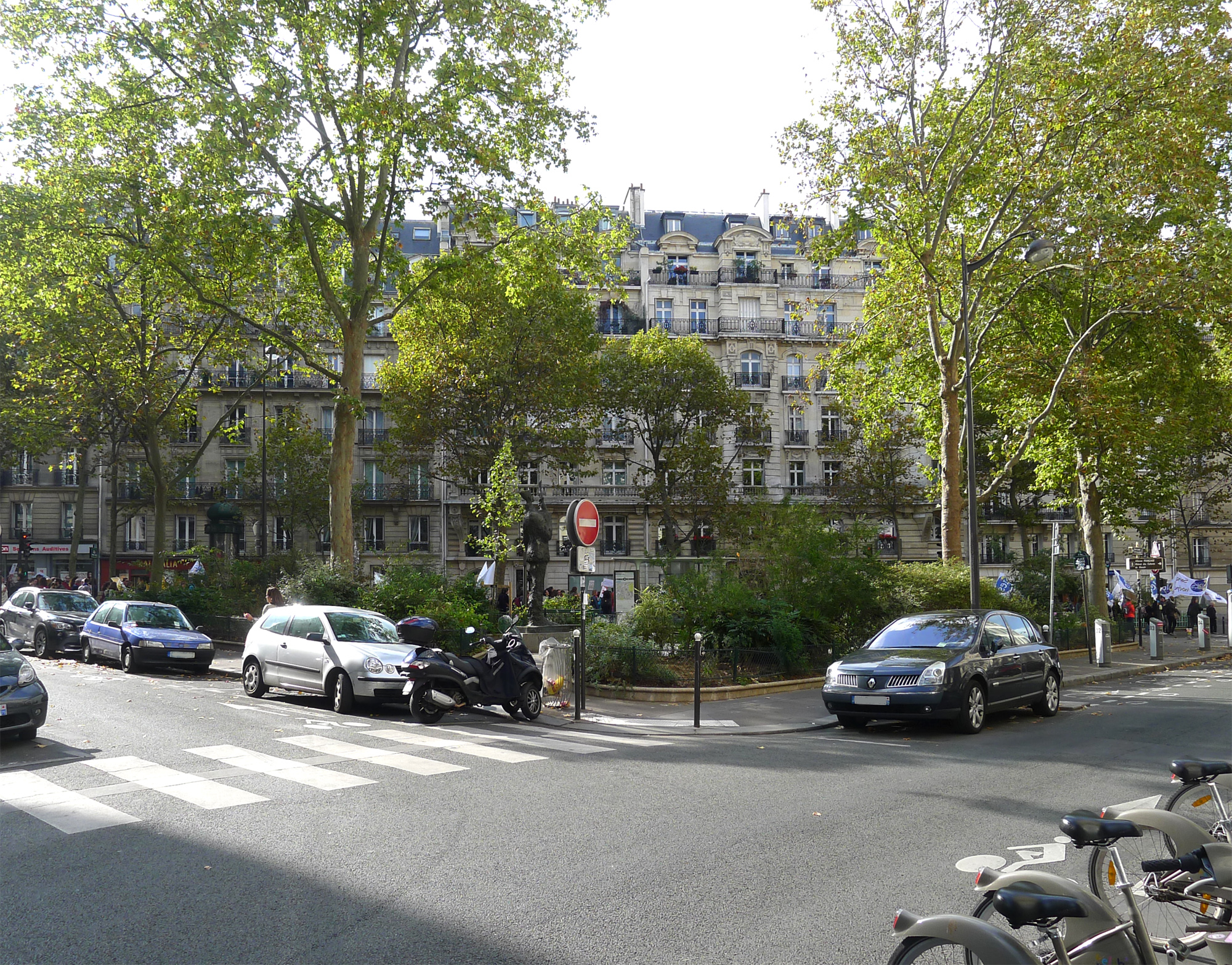
Place Pierre-Lafue (Paris).

Reçu licencié ès lettres-allemand en 1915 et ajourné pour faiblesse par le conseil de révision, Pierre Lafue a débuté dans le journalisme par des reportages en Suisse pour Le Petit Méridional, avant de devenir, fin 1918, l'un des chroniqueurs réguliers de politique étrangère de ce quotidien radical de Montpellier, collaboration qui se poursuit jusqu'à la disparition du journal à l'été 1944. Il écrit parallèlement dans La Revue universelle de 1921 à 1944 et la Revue hebdomadaire à partir de 1922.
En 1934, il rencontre Georges Mandel, alors député. Pierre Lafue devient la plume du ministre des Postes, Télégraphes et Téléphones. Lorsque Georges Mandel prend le portefeuille des Colonies, Pierre Lafue s'occupe de la presse et de la radio au sein du ministère. À cette occasion, il compose une « dramatique » bi-hebdomadaire lue sur les ondes sur la vie de personnalités célèbres. Pierre Lafue consacrera aussi une biographie à Gaston Doumergue qu'il avait rencontré à de nombreuses reprises. Il assure aussi la représentation du ministère auprès des services de la Censure et de l'Information, alors dirigé par Jean Giraudoux.
C'est aussi au ministère qu'il rencontre Marguerite Duras avec laquelle il travaillera. Il sera également membre du cabinet de Georges Mandel en mai-juin 1940 lorsque celui-ci sera ministre de l'intérieur.
En 1943, Pierre Lafue se retire de l'enseignement pour se consacrer à ses activités littéraires et historiques, ce qui le conduit à voyager à travers l'Europe et en Allemagne plus particulièrement.
À partir de 1955 jusqu’à son décès, Pierre Lafue occupa les fonctions de directeur de collections historiques chez divers éditeurs.
En 1965, il a reçu le grand prix de littérature de la SGDL, deux ans plus tard il est lauréat de l'Académie française (1967).
Son activité de journaliste lui a permis de rencontrer de nombreuses personnalités. Certaines de ces rencontres sont retracées dans l'autobiographie intitulée Pris sur le vif et publiée à titre posthume, sous l'impulsion de sa veuve, Yolande Lafue d'Argence, avec une préface de Louis Joxe. Il entretient des rapports étroits avec les écrivains de son époque, fréquente les lieux de rencontre de Saint Germain des Prés. Il travaille également pour des revues telles que Miroir de l'Histoire ou Historia, et pour la radio.
Pierre Lafue effectua de nombreux séjours en Allemagne. Il a publié une Histoire de l'Allemagne et plusieurs ouvrages consacrés à l'Allemagne.
Les archives de Pierre Lafue ont été classées par Michel Portal et données aux Archives nationales par sa veuve.
Créatrice de la Fondation Pierre-Lafue, sa veuve, Yolande d'Argence, est décédée le 19 février 2011 à 92 ans.
À Paris dans le 6e arrondissement, la place Pierre-Lafue porte son nom depuis 1981.

## Prix littéraires
En 1965, Pierre Lafue reçoit le grand prix de littérature de la SGDL.
En 1967, il est lauréat du prix Gustave-Le-Métais-Larivière décerné par l'Académie française.

## Œuvres (extraits)

### Histoire
- Lénine ou le mouvement, éditions Prométhée
- Frédéric II, Hachette, 1932
- Gaston Doumergue, Plon, 1933
- Louis XVI. L'échec de la révolution royale, Hachette, 1941
- L'Assassinat du duc de Guise, Éditions Colbert, 1942
- Desmaret, policier de l'Empereur, Éditions Colbert, 1943
- Louis XVIII, Les Éditions de France, 1944, réédition France Empire 2012
- Le Père Joseph, Hachette, 1946
- Sainte Thérèse d'Avila, Les Éditions de la Nouvelle France, 1946
- Henri III et son secret, Hachette 1949
- Histoire de l'Allemagne, Flammarion, 1950
- Louis XV, Hachette, 1952
- Histoire du Peuple Français, Nouvelle Librairie de France, 1952
- Marie-Thérèse, Impératrice et Reine, Flammarion 1957
- Rohan contre le Roi, Le Livre contemporain, 1959
- La Tragédie de Marie-Antoinette, Éditions Mondiales, 1965

#### articles
- « La Deuxième Faillite de l’Empire bismarckien » ; In La Revue universelle. Tome XIV, 1er juillet 1923, Jacques Bainville, directeur.

### Romans
- La Voleuse, Les Éditions de France, 1938
- La Plongée, Gallimard, 1941
- L'Arbre qui avait pris feu, Gallimard, 1943
- Patrice ou l'été du siècle, Gallimard, 4 volumes, 1954
- (avec Henri Clouard), le Baiser de la Reine, Tallandier, 1955
- Le Village aux trois ponts, Société des Lettres, Sciences et Arts de la Lozère

### Essais
- La Vie quotidienne des cours allemandes au XVIIIe siècle, Hachette, 1963
- La France perdue et retrouvée, Plon
- Lénine ou le mouvement, Éditions Prométhée, 1930
- Le Prêtre ancien et les commencements du nouveau prêtre, Plon, 1967

### Autobiographie, journal
- Pris sur le vif, Les Éditions Mondiales, 1978; préface de Louis Joxe

### Théâtre radiophonique
- Philippe II ou la tyrannie de Dieu
- Charles Quint ou la puissance impossible
- Marie Stuart change de maître